# Llac Kyoga
El  llac Kyoga és un llac d'aigües poc profundes situat a Uganda, d'uns 1.720 km² de superfície i ubicat a 914 m d'altitud. El Nil Victòria el creua en el seu recorregut entre el llac Victòria i el llac Albert. Aquesta important contribució des del Llac Victòria està regulada per la presa hidràulica del Nalubaale a Jinja. Una altra font d'aigua per al llac és la regió del Mont Elgon a la frontera entre Uganda i Kenya. Mentre el llac Kyoga és part de la xarxa hidràulica dels Grans Llacs, no és en si mateix considerat com un Gran Llac.

## Característiques
El llac arriba a una profunditat màxima de 5,7 metres i en la major part de la seva superfície, tendeix a tenir menys de 4 metres de profunditat. La majoria de les zones amb menys de 3 metres de profunditat es troben completament cobertes amb nenúfars gegants, mentre que la majoria de la costa és una zona pantanosa coberta per papirs i jacints d'aigua. El papir també forma illes flotants que van a la deriva entre les moltes petites illes que sobresurten de l'aigua en molts indrets. Hi ha zones pantanoses que envolten el llac, alimentades per una xarxa complexa de canals i rius.

## Fauna
Entre la fauna, no menys de 46 espècies de peixos viuen en el llac Kyoga i almenys quaranta espècies de mamífers i gran nombre de cocodrils

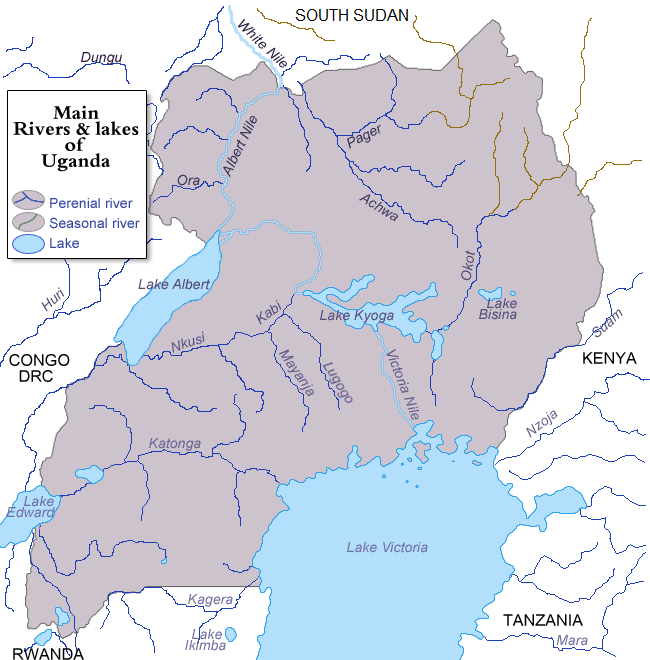
Rius i els llacs d'Uganda.

## Nivell del llac
Pluges excessives atribuïdes a El Niño el 1997 i 1998 van provocar un augment excepcional del nivell de les aigües, formant-se moltes illes de papir al Nil Victòria on es van acumular. Aquesta barrera natural va elevar el nivell del llac, inundant prop de 580 km² de terres circumdants (DWD 2002) que va requerir una evacuació de la població i va produir una crisi econòmica a la regió. El 2004, Egipte va atorgar 13 milions de dòlars per a regular el cabal del Nil al llac Kyoga. Però el 2005, el flux seguia estant bloquejat en gran part.